# M43公路 (匈牙利)
M43公路（匈牙利語：M43-as autópálya）是匈牙利一條高速公路，連接南部城市塞格德和接壤羅馬尼亞邊境的喬納德保洛陶，經A1高速公路連接布加勒斯特。全長57公里。
公路自2005年開始分階段通車，至2011年7月11日全線通車。公路是欧洲E68公路的一部份。